# Ferrovia Belgrado-Velika Plana
La ferrovia Belgrado-Velika Plana (Пруга Београд-Велика Плана in serbo), ufficialmente denominata Linea 11 e Linea 3, è una linea ferroviaria serba che unisce la capitale serba Belgrado con la città di Velika Plana.

## Percorso
| Continuation backward |

| Station on track |

| Unknown route-map component "d" | Unknown route-map component "ABZgl" | Unknown route-map component "dCONTfq" |

| Unknown route-map component "SKRZ-Au" |

| Non-passenger station/depot on track |

| Unknown route-map component "bWBRÜCKE1" |

| Unknown route-map component "SKRZ-Au" |

| Unknown route-map component "hbKRZWae" |

| Unknown route-map component "exdCONTgq" | Unknown route-map component "eABZg+r" | Unknown route-map component "d" |

| Station on track |

| Unknown route-map component "bvvWSLg+lr" |

| Straight track | Non-passenger station/depot on track |

| Enter and exit tunnel | Enter and exit tunnel |

| Unknown route-map component "BS2l" | Unknown route-map component "BS2c3" + Unknown route-map component "CONTl+g" |

| Unknown route-map component "dCONTgq" | Unknown route-map component "ABZgr+l" | Unknown route-map component "dCONTfq" |

| Unknown route-map component "dCONTgq" | Unknown route-map component "KRZo" | Unknown route-map component "dCONTfq" |

| Enter and exit tunnel |

| Station on track |

| Enter and exit tunnel |

| Station on track |

| Station on track |

| Station on track |

| Stop on track |

| Station on track |

| Enter and exit tunnel |

| Station on track |

| Unknown route-map component "SKRZ-Au" |

| Station on track |

| Stop on track |

| Station on track |

| Station on track |

| Unknown route-map component "bWBRÜCKE1" |

| Stop on track |

| Unknown route-map component "d" | Unknown route-map component "ABZg+l" | Unknown route-map component "dCONTfq" |

| Station on track |

| Unknown route-map component "d" | Unknown route-map component "ABZgl" | Unknown route-map component "dCONTfq" |

| Stop on track |

| Stop on track |

| Station on track |

| Stop on track |

| Stop on track |

| Station on track |

| Stop on track |

| Station on track |

| Station on track |

| Unknown route-map component "dCONTgq" | Unknown route-map component "ABZg+r" | Unknown route-map component "d" |

| Station on track |

| Continuation forward |